# 2003 en Norvège
Chronologie de la Norvège
- 1999
- 2000
- 2001
- 2002
- 2003
- 2004
- 2005
- 2006
- 2007

Cet article présente les faits marquants de l'année 2003 en Norvège ou relatifs à la Norvège.

## Gouvernance
- Harald V est roi de Norvège.
- Kjell Magne Bondevik est le chef du gouvernement.

## Événements
- Création du Musée national de Norvège, né de la fusion de la Galerie nationale, le musée d’Art et de design, le musée d’Architecture et le musée d’Art contemporain[1].

## Sport
- La saison 2003 du Championnat de Norvège de football était la 41e édition de la première division norvégienne à poule unique, la Tippeligaen. Les 14 clubs de l'élite jouent les uns contre les autres lors de rencontres disputées en matchs aller et retour.

## Culture
- Buddy est un film norvégien réalisé par Morten Tyldum d'après un scénario de Lars Gudmestad et sorti en 2003. La musique est composée par Lars Lillo-Stenberg, connu pour avoir fondé le groupe deLillos (no). Le film est bien accueilli par la critique et remporte notamment deux prix Amanda en 2004.
- Elling et sa maman (en norvégien : Mors Eiling) est un film comique norvégien paru en 2003 et réalisé par Eva Isaksen[2]. Il s'agit de l'un des quatre films mettant en scène le personnage d'Elling. Selon BoxOfficeMojo, le film a rapporté 3 315 075 $.
- Inheritance (Arven) est un film anglo_scandinave réalisé par Per Fly, sorti en 2003.
- Jonny Vang est un film norvégien réalisé par Jens Lien, sorti en 2003.
- Kitchen Stories : Chroniques de cuisine (Salmer fra Kjøkkenet, littéralement « Hymnes à la cuisine »), ou Histoires de cuisine au Québec[3], est un film norvégien réalisé par Bent Hamer, sorti en 2003.
- One Love est un film romantique jamaïcain réalisé par Rick Elgood et Don Letts, sorti en 2003.
- Tintin et moi est un documentaire de Anders Østergaard sorti en 2003 portant sur Hergé et son œuvre. Il est construit à partir de Tintin et moi, livre d'entretiens avec Hergé publié par Numa Sadoul en 1975.
- White Canvas, Black Hyena est un film documentaire norvégien réalisé par Ole Bernt Frøshaug, sorti en 2003.

## Naissances
- Naissance en Norvège en 2003

## Décès
- Décès en Norvège en 2003